# Carl Gustaf Hierta
Carl Gustaf (Carl Gösta) Hierta (i riksdagen kallad Hierta i Näsby), född 8 mars 1818 i Estuna, död 20 februari 1893 i Stockholm, var en svensk friherre, militär, godsägare och politiker. 

## Biografi
Hierta blev kadett vid Karlberg 1832 och utexaminerades 1838. Samma år blev han underlöjtnant vid 2:a livgrenadjärregementet. Hierta blev ordonnansofficer hos konungen 1843 och var under åren 1843–1845 extra lärare i de matematiska vetenskaperna vid krigsakademien på Karlberg 1843–1845. År 1849 blev Hierta löjtnant i armén 1849. Samma år beviljades Hierta avsked från regementet med tillstånd att kvarstå såsom löjtnant i armén samma år. Hierta var 1849–1850 lärare i matematik vid krigsakademien. Han blev 1850 löjtnant vid ingenjörskåren och kapten 1856. År 1859 beviljades Hierta avsked ur ingenjörskåren med tillstånd att kvarstå som kapten i armén. 
Hierta var Riksgäldsfullmäktig 1863–1879, ledamot av Sveriges allmänna hypoteksbanks styrelse 1865, ledamot av stadsfullmäktige i Stockholm 1865–1871 samt vice ordförande bland fullmäktige i riksgäldskontoret 1873. Hierta var ledamot av riddarhusdirektionen 1874 och ledamot av kommittén för avgivande av förslag angående byggnadsplatser för nytt riksdagshus och ny riksbank 1883.  
Hierta var riksdagsledamot för ridderskapet och adeln vid ståndsriksdagarna 1844/45, 1856/58, 1859/60, 1862/63 och 1865/66, samt riksdagsledamot i andra kammaren 1872 för Södertörns domsagas valkrets.
Hierta blev friherre vid äldre broderns död 1889.

## Utmärkelser
Riddare av Nordstjärneorden, 1869
Kommendör av första klassen av Vasaorden, 1881

## Familj
Hierta var son till generallöjtnanten Gustaf Adolph Hierta och friherrinnan Hedvig Ulrika Ridderstolpe.
Carl Gustaf Hierta var gift med Sofia Charlotta Blomstedt (1821–1899), dotter till översten Hans Reinhold Blomstedt och grevinnan Christina Charlotta Amalia Cronhielm af Hakunge.
Carl Gustaf och Sofia Charlotta Hierta hade tillsammans döttrarna Hedvig, statsfru hos drottningen, gift med generallöjtnanten Carl Bror Munck af Fulkila, Anna, statsfru hos drottningen, gift med regementsskrivaren Carl Fabian Edelstam, och Maria Hierta.